# Elección presidencial de Alemania de 2017
La elección presidencial de Alemania de 2017 se llevó a cabo el 12 de febrero de 2017. El Presidente fue elegido por la Asamblea Federal de Alemania, un organismo electoral que consiste en todos los miembros del Bundestag y un número igual de electores representantes de los dieciséis estados federados.
En la elección fue elegido el candidato del SPD Frank-Walter Steinmeier.
El presidente electo asumió el cargo el 19 de marzo de 2017 y tomó posesión de su cargo en una sesión conjunta del Bundestag y el Bundesrat.

## Antecedentes
Cada miembro de la Asamblea Federal (miembros del Bundestag y electores estatales, que a su vez son elegidos por el respectivo parlamento estatal de cada estado federado) puede proponer candidatos para la presidencia. Se requiere que el candidato a Presidente sea ciudadano alemán y tenga por lo menos 40 años de edad. Todo candidato tiene que declarar su consentimiento para postularse. Los candidatos pueden ser propuestos antes de la reunión de la Asamblea Federal o durante la misma. Si el presidente electo es miembro del Parlamento o el gobierno a nivel federal o estatal, tiene que renunciar a esa función antes del comienzo de su mandato. 
El 6 de junio de 2016 el presidente Joachim Gauck anunció que no se postularía a la reelección, ya que según el durante los próximos años no podría garantizar la "energía y vitalidad" necesarias para ejercer el cargo.

## Candidatos
La canciller Angela Merkel originalmente quería nominar como candidata a la política ecologista Marianne Birthler, y dado que la CDU/CSU y Alianza 90/Los Verdes contaban con mayoría en la Asamblea Federal, la elección de Birthler habría estado asegurada. Sin embargo, Birthler después de algún tiempo decidió no postularse.
El 14 de noviembre de 2016 los partidos de gobierno CDU/CSU y SPD nombraron al ex Ministro de Asuntos Exteriores y ex vicecanciller de Alemania, Frank-Walter Steinmeier como su candidato de consenso, atendiendo la sugerencia realizada por el presidente del SPD Sigmar Gabriel. También el FDP entregó su apoyo a Steinmeier. Asimismo, personalidades importantes de Alianza 90/Los Verdes (como el copresidente Cem Özdemir) manifestaron su apoyo al candidato. En noviembre de 2016 la Asociación de Votantes del Schleswig Meridional (SSW) también anunció su apoyo a Steinmeier.
Steinmeier era el claro favorito para ganar las elecciones, ya que los partidos que apoyan su candidatura contaban con mayoría absoluta de votos en la Asamblea Federal.
Alternativa para Alemania postuló el 29 de abril al extesorero de Frankfurt Albrecht Glaser, y los Votantes Libres postularon el 12 de julio al juez y celebridad televisiva Alexander Hold. Hold también fue apoyado por el partido Movimientos Cívicos Unidos de Brandeburgo/Votantes Libres.
El 22 de noviembre de 2016, Die Linke nominó al politólogo independiente Christoph Butterwegge como su candidato.
El 5 de febrero de 2017, el eurodiputado y líder del partido satírico Die PARTEI Martin Sonneborn (miembro de la Asamblea en representación del Partido Pirata, puesto que su partido no contaba con electores propios) nominó a su padre, el independiente  Engelbert Sonneborn,  como candidato. El 9 de febrero fue oficialmente presentado como candidato de los Piratas y Die PARTEI a la Presidencia.

## Composición de la Asamblea Federal[19]
| Partido | Partido        | Miembros totales | Miembros federales | Miembros estatales | %      |
| ------- | -------------- | ---------------- | ------------------ | ------------------ | ------ |
|         | CDU/CSU        | 539              | 309                | 230                | 42,8 % |
|         | SPD            | 384              | 193                | 191                | 30,5 % |
|         | Grüne          | 147              | 63                 | 84                 | 11,7 % |
|         | Die Linke      | 95               | 64                 | 31                 | 7,5 %  |
|         | FDP            | 36               | –                  | 36                 | 2,9 %  |
|         | AfD            | 35               | –                  | 35                 | 2,8 %  |
|         | Piraten        | 11               | –                  | 11                 | 0,9 %  |
|         | Freie Wähler   | 10               | –                  | 10                 | 0,8 %  |
|         | SSW            | 1                | –                  | 1                  | 0,1 %  |
|         | BVB/FW         | 1                | –                  | 1                  | 0,1 %  |
|         | Independientes | 1                | 1                  | –                  | 0,1 %  |
| Total   | Total          | 1260             | 630                | 630                | 100 %  |

## Resultados
La Asamblea Federal eligió a Frank-Walter Steinmeier en primera vuelta.
| Vuelta | Candidato               | Votos | %                             | Apoyo político                                 |
| --- | ----------------------- | ----- | ----------------------------- | ---------------------------------------------- |
| Primera vuelta                                                                                                | Frank-Walter Steinmeier | 931   | 74,3 %                        | SPD, CDU/CSU, FDP, Alianza 90/Los Verdes y SSW |
| Primera vuelta                                                                                                | Christoph Butterwegge   | 128   | 10,2 %                        | Die Linke                                      |
| Primera vuelta                                                                                                | Albrecht Glaser         | 42    | 3,4 %                         | AfD                                            |
| Primera vuelta                                                                                                | Alexander Hold          | 25    | 2,0 %                         | Freie Wähler, BVB/FREIE WÄHLER                 |
| Primera vuelta                                                                                                | Engelbert Sonneborn     | 10    | 0,8 %                         | Partido Pirata y Die PARTEI                    |
| Primera vuelta                                                                                                | En blanco               | 103   | 8,2 %                         |                                                |
| Primera vuelta                                                                                                | Nulos                   | 14    | 1,1 %                         |                                                |
| Primera vuelta                                                                                                | Total de votos emitidos | 1253  | 100 % (participación: 99.4 %) |                                                |
| Primera vuelta                                                                                                | Total de electores      | 1260  |                               |                                                |
| Con estos resultados Frank-Walter Steinmeier fue elegido como Presidente de la República Federal de Alemania. |                         |       |                               |                                                |

- Fuente: Wahlrecht.de,[20] Der Spiegel.[21]